# 红云

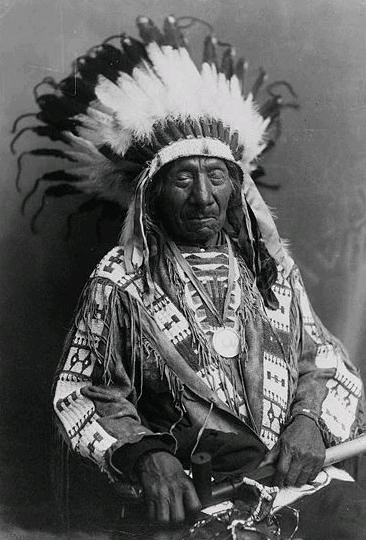
头戴战冠的紅雲

红云（拉科塔語：Maȟpíya Lúta；1822年—1909年12月11日）是美國原住民。1868年—1909年，为奧格拉拉部落酋长。他曾多次參與北美印第安战争，後投降美国政府。

## 簡介
红云是美國原住民奥格拉拉人的酋长，也是北美印第安戰爭的重要人物之一；曾率领奥格拉拉人在美国南、北达科他州地区抵抗白人殖民者，曾在红云战争中闻名。
在费特曼屠杀后，红云加入了蘇族頭目疯马的陣營，并率领印第安部队参加了北美印第安战争最有名的战役-小大角战役。在金礦風潮的黑山山谷中，红云自领一軍，帮助疯马歼灭了美軍第七骑兵团，并陣斬南北戰爭名將乔治·阿姆斯特朗·卡斯特。
因為這場戰爭，美國聯邦政府停止了向印第安提供的糧食，还驅逐草原上的野牛，不讓印第安人持續狩獵。1877年五月初，紅雲和疯马和部分酋长，因為糧草不濟，在罗宾逊军区投降。

## 早期生活
紅雲出生于普拉特河邊，靠近今日內布拉斯加州的北普拉特。紅雲的父母都是拉科塔人，母親行如她想（英語：Walks as She Thinks）來自奧格拉拉部，而父親獨人（英語：Lone Man）則是布魯勒部的首領。這兩部皆為拉科塔人的七個主要部落之一。
拉科塔人傳統上為母系氏族，孩子們屬於母親的部族，因此紅雲小時候經常接受自己的舅舅，老酋長煙（英語：Smoke，1774年—1864年）的教导。煙也是當地印地安人組織“壞面孔”的領袖。紅雲的父母於1825年左右去世後，煙將紅雲收留在自己的家庭。在红云年轻的时候，红云与邻近的波尼族和克罗族作战，获得丰富的战争经验。

## 延伸閱讀
- Drury, Bob; Clavin, Tom. . Simon & Schuster. 2013. ISBN 9781451654660.
- Allen, Charles Wesley; Red Cloud; Deon, Sam. . Globe Pequot Press. 1997. ISBN 0-917298-50-0.
- Olson, James C. . University of Nebraska Press. 1975. ISBN 9780803258174.

## 外部連結
- Red Cloud bronze sculpture
- "Chief Red Cloud's Great-Great Grandson on Native American Issues" （页面存档备份，存于）, video interview, Democracy Now!
- . NPR.org. November 18, 2013  [June 12, 2018]. （原始内容存档于2021-04-26）. Bob Drury and Tom Clavin about the book, The Heart of Everything That Is: The Untold Story of Red Cloud, An American Legend
- Indian Heroes and Great Chieftains, By Charles A. Eastman (Ohiyesa) 1918 （页面存档备份，存于）